# Pasteurelloses (maladie professionnelle)
Pour l'aspect médical, voir Pasteurellose.
Une pasteurellose peut être reconnue comme maladie professionnelle en France.
Ce sujet relève du domaine de la législation sur la protection sociale et a un caractère davantage  juridique que médical. Pour la description clinique de la maladie se reporter à l'article suivant :

## Législation en France

### Régime général
| Fiche Maladie professionnelle | Fiche Maladie professionnelle | Fiche Maladie professionnelle |
| Ce tableau définit les critères à prendre en compte pour qu'une pasteurellose soit prise en charge au titre de la maladie professionnelle | Ce tableau définit les critères à prendre en compte pour qu'une pasteurellose soit prise en charge au titre de la maladie professionnelle | Ce tableau définit les critères à prendre en compte pour qu'une pasteurellose soit prise en charge au titre de la maladie professionnelle |
| Régime Général. Date de création : 28 juillet 1987                                                                                        | Régime Général. Date de création : 28 juillet 1987                                                                                        | Régime Général. Date de création : 28 juillet 1987                                                                                        |
| Tableau N° 86 RG | Tableau N° 86 RG | Tableau N° 86 RG |
| Pasteurelloses | Pasteurelloses | Pasteurelloses |
| --- | --- | --- |
| Désignation des Maladies | Délai de prise en charge | Liste limitative des principaux travaux susceptibles de provoquer ces maladies                                                            |
| Manifestations cliniques aiguës de pasteurellose par inoculation (en dehors des cas considérés comme accidents du travail).               | 8 jours | Travaux de soins, d'abattage, d'équarrissage ou de laboratoire exposant à l'inoculation de germes à partir d'animaux.                     |
| Manifestations loco-régionales tardives.                                                                                                  | 6 mois | |
| Toutes ces manifestations doivent être confirmées par un examen de laboratoire spécifique ou une intradermoréaction.                      | | |
| Date de mise à jour : | | |

### Régime agricole
| Fiche Maladie professionnelle | Fiche Maladie professionnelle | Fiche Maladie professionnelle |
| Ce tableau définit les critères à prendre en compte pour qu'une pasteurellose soit prise en charge au titre de la maladie professionnelle | Ce tableau définit les critères à prendre en compte pour qu'une pasteurellose soit prise en charge au titre de la maladie professionnelle | Ce tableau définit les critères à prendre en compte pour qu'une pasteurellose soit prise en charge au titre de la maladie professionnelle |
| Régime Agricole. Date de création : 28 janvier 1988                                                                                       | Régime Agricole. Date de création : 28 janvier 1988                                                                                       | Régime Agricole. Date de création : 28 janvier 1988                                                                                       |
| Tableau N° 50 RA | Tableau N° 50 RA | Tableau N° 50 RA |
| Pasteurelloses | Pasteurelloses | Pasteurelloses |
| --- | --- | --- |
| Désignation des Maladies | Délai de prise en charge | Liste limitative des principaux travaux susceptibles de provoquer ces maladies                                                            |
| Manifestations cliniques aiguës de pasteurellose par inoculation (en dehors des cas considérés comme accidents du travail).               | 8 jours | Travaux de soins, d'abattage, d'équarrissage ou de laboratoire exposant à l'inoculation de germes à partir d'animaux.                     |
| Manifestations loco-régionales tardives.                                                                                                  | 6 mois | |
| Toutes ces manifestations doivent être confirmées par un examen de laboratoire spécifique ou une intradermoréaction.                      | | |
| Date de mise à jour : | | |

La pasteurellose est une maladie infectieuse due à des germes du type Pasteurelle dont le plus fréquent en pathologie humaine est Pasteurella multocida,

### Données professionnelles
Le plus souvent il s'agit d'une inoculation par morsure ou griffure de chien ou de chat (portage chez environ 40 à 50 % d'entre eux) ou d'autres animaux. Les professionnels de l'élevage et des abattoirs sont exposés au cours de leur travail.

### Données médicales
Elle se manifeste par l'apparition en moins de 24 heures de douleurs très vives associées à un aspect local très inflammatoire.

Le traitement repose sur l'antibiothérapie (cyclines ou association amoxicilline-acide clavulanique)

## Sources spécifiques
- (fr) Pasteurellose Fiche CNRS
- (fr) Tableau N° 86 des maladies professionnelles du régime Général
- (fr) Tableau N° 50 des maladies professionnelles du régime Agricole

## Sources générales
- (fr) Tableaux du régime Général sur le site de l’AIMT
- (fr) Guide des maladies professionnelles sur le site de l’INRS